# ルームロンダリング
『ルームロンダリング』は、2018年7月7日に公開された日本映画。

## 概要
TSUTAYAが主催する映像企画発掘コンペ「TSUTAYA CREATORS‘ PROGRAM FILM2015」で準グランプリのFilmarks賞を受賞した片桐健滋監督による長編初監督。主演は池田エライザ。
第21回上海国際映画祭と、カナダ・モントリオールで開催された第22回ファンタジア国際映画祭にて上映された。
映画上映に先駆けて片桐健滋・梅本竜矢原案の元、羽生生純によってコミカライズされ、5月11日に単行本「ルームロンダリング 上巻」、11月26日には下巻が発売された。
映画版と同年11月に毎日放送製作のもと、深夜ドラマ枠「ドラマイズム」にて映画版のキャストを一部引き継いでテレビドラマ化。

## あらすじ
5歳の時に父を亡くし、その後母も失踪。祖母のもとで育つが、18歳で天涯孤独となった八雲御子。そんな御子の前にある日突然、叔父の雷土悟郎が現れ、住む場所とワケありの仕事を用意してくれる。しかし、その仕事とは、事故物件に住んで事故の履歴を帳消しにし、浄化された状態で物件を次の住人に渡すというものだった。これをきっかけに御子は幽霊が見えるようになり、幽霊と奇妙な共同生活を始めるようになる。

## キャスト
- 八雲御子 - 池田エライザ
- 春日公比古 - 渋川清彦
- 虹川亜樹人 - 伊藤健太郎
- 千夏本悠希 - 光宗薫
- 木下隆行
- 奥野瑛太
- つみきみほ
- 田口トモロヲ
- 渡辺えり
- 雷土悟郎 - オダギリジョー

## 劇中歌
- 「お富さん」（作詞：山崎正 / 作曲：渡久地政信 / 歌：雷土悟郎＜オダギリジョー＞）
- 「ヘバ!GOODBYE」（作詞・作曲：浜崎貴司 / 編曲：川嶋可能 / 歌：春日公比古＜渋川清彦＞）

### 演奏参加
- 川嶋可能 - ギター、キーボード、プログラミング
- 田ノ岡三郎 - アコーディオン
- 奥村晶 - トランペット
- 半田信英 - トロンボーン
- 佐野康夫 - ドラム
- 石塚徹、TEMMA-Teje - ジングル

## スタッフ
- 監督 - 片桐健滋
- 脚本 - 片桐健滋、梅本竜矢
- 製作 - 中西一雄、小西啓介、久保田修
- プロデューサー - 浅野由香、里吉優也
- 音楽プロデューサー - 田井モトヨシ
- 撮影 - 江崎朋生
- 照明 - 浜田研一
- 録音 - 柳屋文彦
- 美術 - 井上心平
- 装飾 - 櫻井啓介
- 衣装デザイン - 小川久美子
- 編集 - 西尾光男

## テレビドラマ
2018年11月より毎日放送の制作により、TBSをはじめとする同系列局の一部で放送の深夜ドラマ枠「ドラマイズム」の作品として放送。主演は池田エライザ。時系列は、映画版のその後の話となる。

### キャスト（テレビドラマ）
- 八雲御子 - 池田エライザ（幼少期：知久杏朱[5]）
- 春日公比古 - 渋川清彦
- 虹川亜樹人 - 伊藤健太郎
- 寺田 - 奥野瑛太
- 西前 - 田口トモロヲ
- 雷土悟郎 - オダギリジョー
- 銭亀 - 川瀬陽太
- 山尾純也 - 矢本悠馬
- キャンディ - コトウロレナ
- 大野まくず - 生駒里奈（幼少期：白鳥玉季[6]）
- 大野保 - 相島一之
- 蒔苗三平太 - 宇野祥平
- 宗冬はぐむ - 込江大牙[7]

### スタッフ（テレビドラマ）
- 原案・監督 - 片桐健滋
- 脚本 - 櫻井剛
- 主題歌 - 在日ファンク「或いは」（カクバリズム）[8]
- オープニングテーマ - SHE'S「The Everglow」（Virgin Records）[9]
- 制作 - カルチュア・エンタテインメント、プラスディー
- 製作 - TSUTAYA Digital Entertainment、毎日放送

### 放送日程
| 各話  | 放送日   | 放送日   | サブタイトル                        |
| 各話  | 毎日放送 | TBS      | サブタイトル                        |
| ----- | -------- | -------- | ----------------------------------- |
| 第1話 | 11月05日 | 11月07日 | 1LDK・6万円・撲殺 A面               |
| 第2話 | 11月12日 | 11月14日 | 1LDK・6万円・撲殺 B面               |
| 第3話 | 11月19日 | 11月21日 | 1K・5万円・急性アルコール中毒死 A面 |
| 第4話 | 11月26日 | 11月28日 | 1K・5万円・急性アルコール中毒死 B面 |

| 各話  | 各話  | 配信日程 | 配信日程 | 配信日程 | 配信日程 | 配信日程 | サブタイトル            | サブタイトル            | サブタイトル            | サブタイトル            | サブタイトル            | サブタイトル            | サブタイトル            | サブタイトル            | サブタイトル            | サブタイトル            |
| ----- | ----- | -------- | -------- | -------- | -------- | -------- | ----------------------- | ----------------------- | ----------------------- | ----------------------- | ----------------------- | ----------------------- | ----------------------- | ----------------------- | ----------------------- | ----------------------- |
| 第5話 | 第5話 | 12月05日 | 12月05日 | 12月05日 | 12月05日 | 12月05日 | 文久2年・一畳・切腹 A面 | 文久2年・一畳・切腹 A面 | 文久2年・一畳・切腹 A面 | 文久2年・一畳・切腹 A面 | 文久2年・一畳・切腹 A面 | 文久2年・一畳・切腹 A面 | 文久2年・一畳・切腹 A面 | 文久2年・一畳・切腹 A面 | 文久2年・一畳・切腹 A面 | 文久2年・一畳・切腹 A面 |
| 第6話 | 第6話 | 12月12日 | 12月12日 | 12月12日 | 12月12日 | 12月12日 | 文久2年・一畳・切腹 B面 | 文久2年・一畳・切腹 B面 | 文久2年・一畳・切腹 B面 | 文久2年・一畳・切腹 B面 | 文久2年・一畳・切腹 B面 | 文久2年・一畳・切腹 B面 | 文久2年・一畳・切腹 B面 | 文久2年・一畳・切腹 B面 | 文久2年・一畳・切腹 B面 | 文久2年・一畳・切腹 B面 |

第5話・第6話はTSUTAYAプレミアム独占配信

### 放送局
| 放送期間                  | 放送時間                     | 放送局      | 対象地域   | 備考   |
| ------------------------- | ---------------------------- | ----------- | ---------- | ------ |
| 2018年11月5日 - 11月26日  | 月曜 0:50 - 1:20（日曜深夜） | 毎日放送    | 近畿広域圏 | 製作局 |
| 2018年11月7日 - 11月28日  | 水曜 1:28 - 1:58（火曜深夜） | TBSテレビ   | 関東広域圏 |        |
| 2018年11月16日 - 12月7日  | 金曜 0:56 - 1:26（木曜深夜） | あいテレビ  | 愛媛県     |        |
| 2018年11月17日 - 12月8日  | 土曜 1:25 - 1:55（金曜深夜） | 静岡放送    | 静岡県     |        |
| 2018年11月20日 - 12月11日 | 火曜 0:55 - 1:25（月曜深夜） | 長崎放送    | 長崎県     |        |
| 2018年11月21日 - 12月12日 | 水曜 1:28 - 1:58（火曜深夜） | IBC岩手放送 | 岩手県     |        |

| 毎日放送・TBS ドラマイズム | 毎日放送・TBS ドラマイズム | 毎日放送・TBS ドラマイズム |
| 前番組                     | 番組名                     | 次番組                     |
| -------------------------- | -------------------------- | -------------------------- |
| 文学処女                   | ルームロンダリング         | この恋はツミなのか!?       |